# HC Dinamo Kazan
HC Dinamo Kazan is een Russische hockeyclub uit Kazan.
De club werd bij de heren kampioen van Rusland in 2003, 2004, 2005 en 2006 en won in 2001 de beker. In het seizoen 2007/08 nam de club deel aan de Euro Hockey League.